# Melloa
Melloa is een geslacht van hooiwagens uit de familie Gonyleptidae.
De wetenschappelijke naam Melloa is voor het eerst geldig gepubliceerd door Roewer in 1930. 

## Soorten
Melloa is monotypisch en omvat slechts de volgende soort:
- Melloa incerta